# Agneskerk (Eernewoude)
De Agneskerk is een kerkgebouw in Eernewoude in de Nederlandse provincie Friesland.

## Beschrijving
Het hervormde kerkgebouw is een driezijdig gesloten zaalkerk uit 1794 met omlijste ingangspartij en een vlakopgaande toren met ingesnoerde spits. De klok (1500) is gegoten door Geert van Wou. De preekstoel dateert uit 1699.

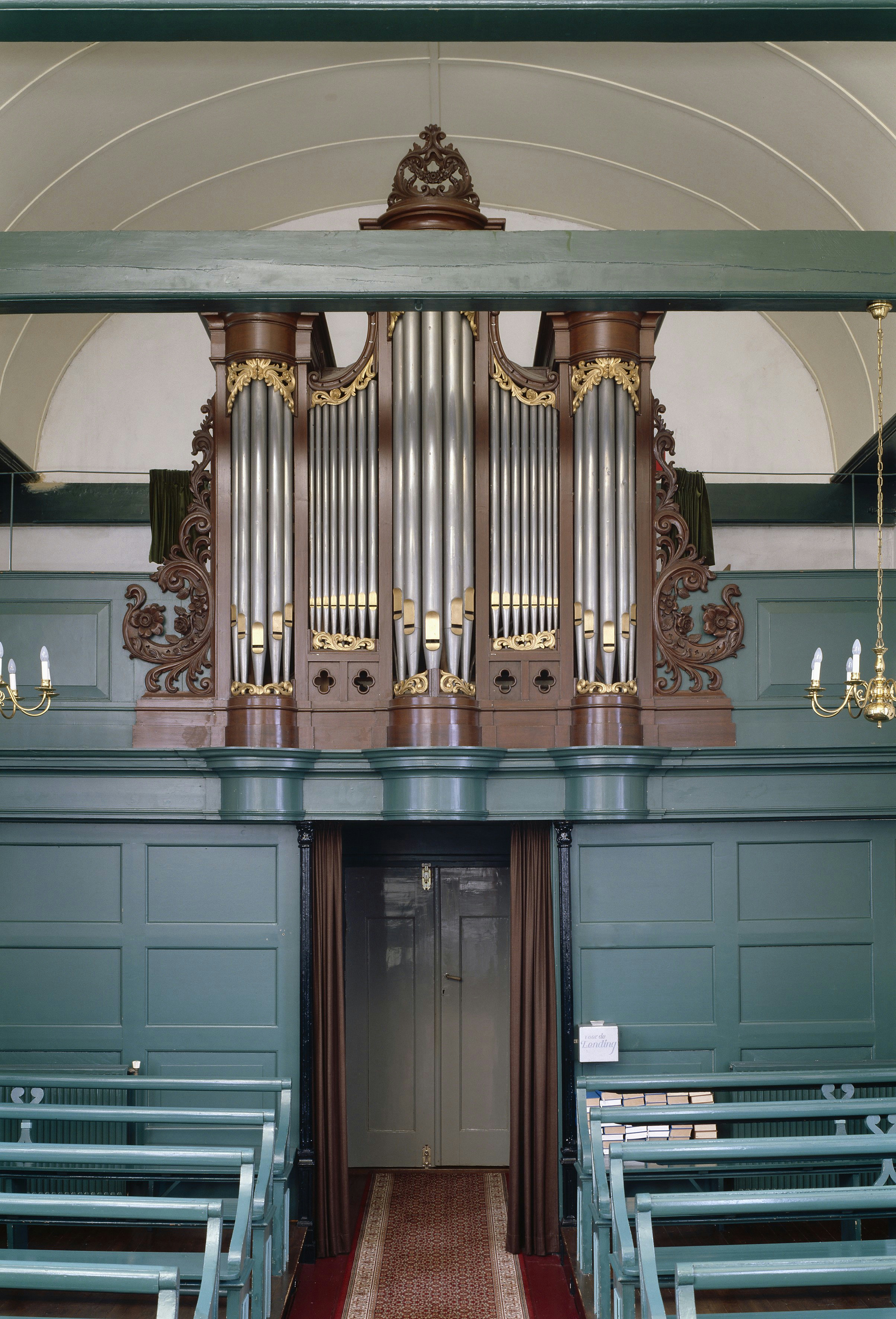
Interieur met orgel (2005)

Het orgel uit 1874 is gebouwd door L. van Dam & Zonen.